# Bassam Al-Rawi
Bassam Al-Rawi, né le 16 décembre 1997 à Bagdad en Irak, est un joueur de football international qatarien, qui évolue au poste de défenseur central à Al-Duhail.

## Biographie

### Carrière en club
Bassam Al-Rawi joue plusieurs matchs en Ligue des champions d'Asie. Il atteint les quarts de finale de cette compétition en 2018 avec l'équipe d'Al-Duhail, en étant battu par le club iranien du Persépolis FC.

### Carrière internationale
Avec les moins de 19 ans, il dispute le championnat d'Asie des moins de 19 ans en 2016. Il joue trois matchs lors de ce tournoi.
Avec les moins de 20 ans, il participe à la Coupe du monde des moins de 20 ans en 2015. Lors du mondial junior organisé en Nouvelle-Zélande, il ne joue qu'un seul match, contre le Sénégal (défaite 2-1).
Avec les moins de 23 ans, il participe au championnat d'Asie des moins de 23 ans en 2018. Lors de cette compétition, il joue six rencontres, délivrant une passe décisive contre la Palestine. Le Qatar se classe troisième du tournoi.
Il reçoit sa première sélection en équipe du Qatar le 11 novembre 2017, en amical contre la République tchèque (défaite 0-1). Par la suite, en fin d'année 2017, il participe à la Coupe du Golfe des nations. Il ne joue qu'une seule rencontre lors de ce tournoi, face au Yémen (victoire 4-0).
En janvier 2019, il est retenu par le sélectionneur Félix Sánchez Bas afin de participer à la Coupe d'Asie des nations, organisée aux Émirats arabes unis. Lors de cette compétition, il joue six matchs. Il s'illustre en inscrivant ses deux premiers buts en équipe nationale, face au Liban en phase de groupe, puis face à l'Irak en huitièmes. Le Qatar remporte le tournoi en battant le Japon en finale.
Le 11 novembre 2022, il est sélectionné par Félix Sánchez Bas pour participer à la Coupe du monde 2022.

## Palmarès

### En club
- Champion du Qatar en 2018 avec Al-Duhail
- Vainqueur de la Coupe du Qatar en 2018 avec Al-Duhail
- Finaliste de la Coupe du Qatar en 2019 avec Al-Duhail
- Vainqueur de la Coupe Crown Prince de Qatar en 2018 avec Al-Duhail

### En sélection
- Vainqueur de la Coupe d'Asie des nations en 2019 avec l'équipe du Qatar